# Луцій Юлій Урс
Луцій Юлій Урс (лат. Lucius Iulius Ursus; ? — після 102) — державний діяч Римської імперії, триразовий консул-суффект 84, 98 і 100 років.

## Життєпис
Походив з Нарбонської Галії. Щодо місця та дати народження бракує відомостей. Ймовірно був з романизованої гальської родини. що отримала статус вершників. Син Юлія Лупа, центуріона преторіанської гвардії. Після загибелі батька служив десь у провінціях. За часів імператора Веспасіана повернувся до Риму. Через що отримав когномен «Ursus» — ведмідь не є відомим.
У 74 році призначено префектом анони (відповідальним за постачання зерна та продуктів харчування). Перебував на посаді до 79/80 року.
У 81 році призначено імператором Доміціаном префектом преторія. На цій посаді перебував до 83 року. Відомий порадою імператору Доміціану нестрачувати свою невірну дружину Доміцію Лонгіну.
У 83—84 роках керував Єгиптом як імператорський префект. У 84 році опинився під загрозою страти через те, що не бурхливо вітав імператора з перемогою над германцями-хаттами. Лише завдяки заступництву Юлії Флавії, коханки Доміціана, Урс врятувався. Того ж року став претором, увійшовши таким чином до сенату. Через декілька місяців призначається консулом-суффектом. У 98 і 100 роках ще двічі обійняв посаду консула-суффекта. Після 102 року його доля невідома.

## Родина
У 102 році усиновив представника родини Сервіїв, який отримав ім'я Луцій Юлій Урс Сервіан.